# Apeadeiro de Moledo do Minho
O Apeadeiro de Moledo do Minho, originalmente e por vezes ainda conhecido simplesmente como Moledo, é uma infra-estrutura da Linha do Minho, que serve a localidade de Moledo e a sua praia, no concelho de Caminha, em Portugal.

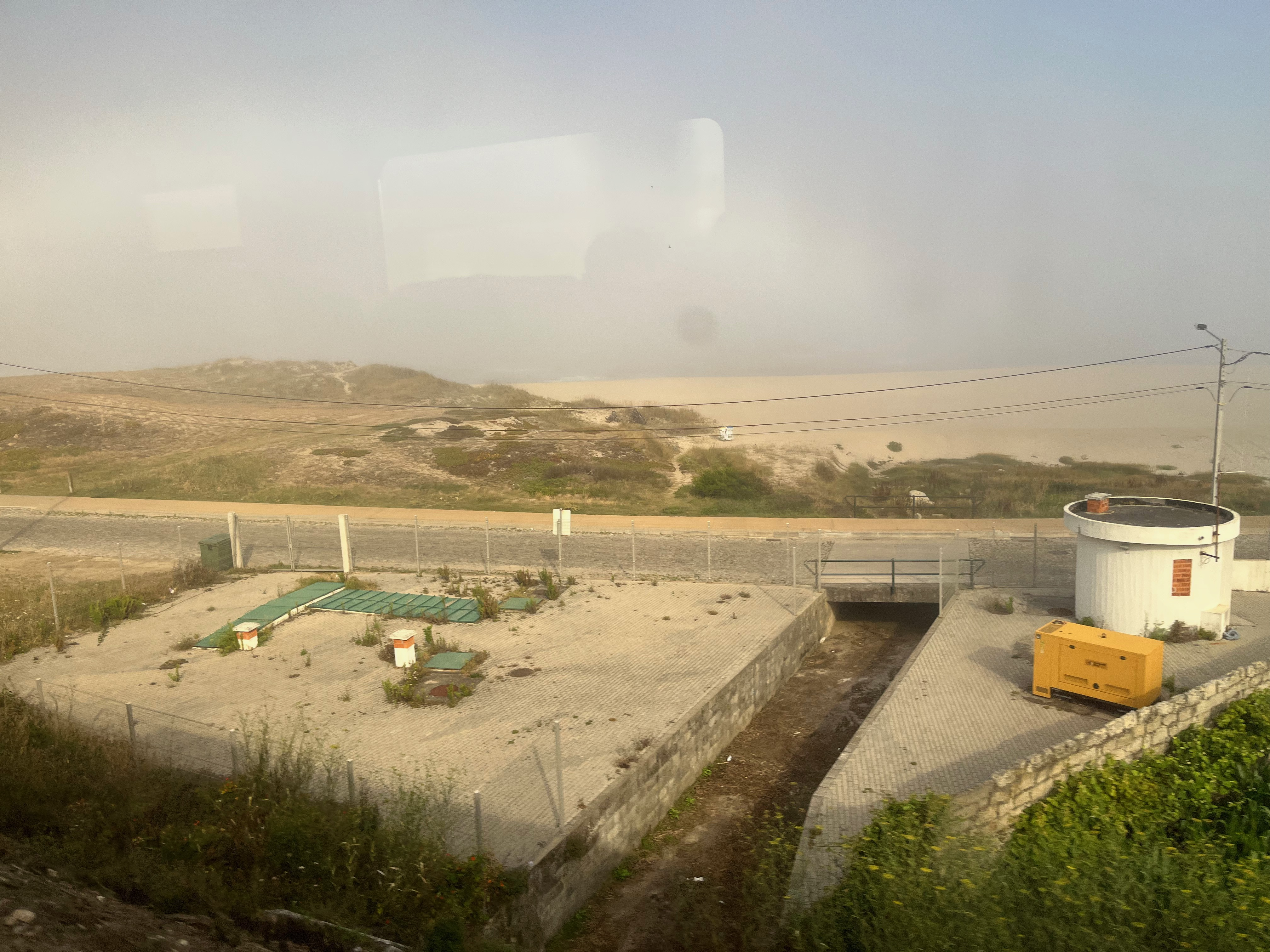
Praia de Moledo vista de comboio circulando a sul do apeadeiro, em 2022.

## Descrição

### Localização e acessos
Esta interface situa-se no centro da localidade epónima, distando da praia menos de 150 m.

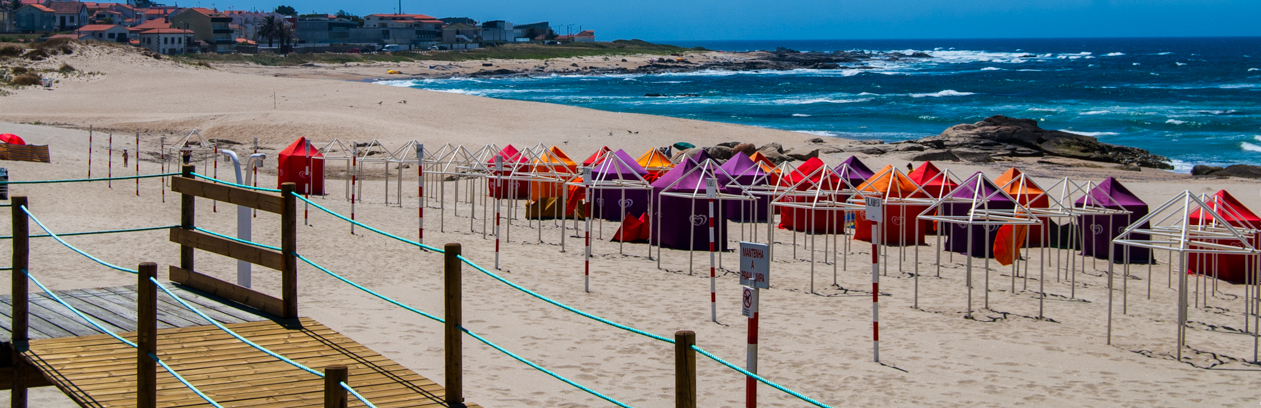
Praia do Moledo, vista do fim da Av. Eng. Sousa Rego, que parte da estação.

### Caraterização física
Como apeadeiro em linha em via única, esta interface tem uma só plataforma, que tem 81 m de comprimento e 685 mm de altura. O edifício de passageiros situa-se do lado sudeste da via (lado direito do sentido ascendente, a Monção).

### Serviços
Em dados de 2023, esta interface é servida por comboios de passageiros da C.P., com dez circulações diárias em cada sentido — em igual número regionais (entre Valença e Nine, Viana do Castelo, ou Porto - São Bento) e inter-regionais (entre Valença e Porto-Campanhã, Porto - São Bento, ou Figueira da Foz).

## História
Este apeadeiro faz parte do troço da Linha do Minho entre as estações de Darque e Caminha, que foi aberto em 1 de Julho de 1878. Era originalmente conhecido simplesmente como Moledo.
Na década de 1980, já designada como Moledo do Minho, esta interface tinha a classificação de apeadeiro-cantão.

Em 2021, após obras de reparação e eletrificação, começaram a circular neste troço (Viana-Valença) comboios elétricos.